# 마이클 글래디스
마이클 글래디스(Michael Gladis, 1977년 8월 30일 ~ )는 미국의 배우이다.

## 작품 목록
- 터미네이터 제니시스
- K-19: 위도우메이커